# Dolná Trnávka
Dolná Trnávka je obec na Slovensku v okrese Žiar nad Hronom v Banskobystrickém kraji. Rozkládá se na pravém břehu řeky Hron.
První písemná zmínka pochází z roku 1388. Již v roce 1424 měla 292 obyvatel a byla majetkem šášovského panství. V obci je římskokatolický kostel Nejsvětější Trojice.